# Aglaia hiernii
Aglaia hiernii är en tvåhjärtbladig växtart som beskrevs av George King. Aglaia hiernii ingår i släktet Aglaia och familjen Meliaceae. Inga underarter finns listade i Catalogue of Life.